# 1968 a filmművészetben

## Események
- április 30. – Franciaországban a Langlois-ügy (Henri Langlois tervezett leváltása) ellen a filmsztárok és a rendezők erősen tiltakoztak. Langlois a döntően állami finanszírozású, magántulajdonban lévő párizsi filmarchívum (Cinémathéque Française) megalapítója és vezetője, a modern európai film „nagy öregjei” közé tartozott. Végül folytathatta munkáját.
- május – A francia film politizálódása a diáklázadások idején érte el a csúcspontját. Az általános sztrájk megkezdése után a baloldali filmalkotók a filmgyártás radikális demokratizálódásának szükségességére hívták fel a figyelmet. Május 17–18-án Cannesban harciasan sztrájkoló nézők és neves filmművészek elérték a filmesztivál félbeszakítását.
- június 14. Jacques Rivette, François Truffaut és több neves francia filmrendező független szervezetként megalakította a Filmrendezők Szövetségét (Société des Réalisateurs de Films – SRF), a cannes-i nemzetközi fesztiváltól független, Rendezők Kéthete elnevezésű párhuzamos szekció létrehozóját.
- augusztus – A Velencei Nemzetközi Filmfesztiválon az összes szovjet alkotást bojkottálják, mivel a szovjet kormány 1967-ben és 1968-ban is megakadályozta az Andrej Rubljov bemutatását.
- augusztus 21. – A „prágai tavasz” eltiprása után számos cseh rendező nem dolgozhat többé hazájában. Miloš Forman az USA-ba emigrál.
- október 9. – A Motion Pictures Association of America önkéntes önkontrollt vezet be. Ezentúl nem kíván beavatkozni a filmforgalmazásba
- Olaszország európai filmhatalommá válik. Három év alatt másfélszeresére emelkedik a gyártott filmek száma. 250 filmet készítenek ebben az évben.

## Sikerfilmek
Észak-Amerika
1. Elfújta a szél felújított változat bemutatója
2. Furcsa pár – rendező Gene Saks
3. A majmok bolygója (Planet of the Apes) – rendező Franklin J. Schaffner
4. Rosemary gyermeke – rendező Roman Polański
5. Yours, Mine, Ours – rendező Melville Shavelson
6. A kicsi kocsi kalandjai – rendező Robert Stevenson
7. Funny Girl – rendező William Wyler
8. Bullitt / San Franciscó-i zsaru – rendező Peter Yates
9. Oliver! – rendező Carol Reed
10. Chitty Chitty Bang Bang – rendező Ken Hughes
11. Kémek a sasfészekben – rendező Brian G. Hutton
12. Az oroszlán télen – rendező Anthony Harvey

## Magyar filmek
- Alfa Rómeó és Júlia – rendező Mamcserov Frigyes
- Bajai mozaik – rendező Ranódy László
- Bolondos vakáció – rendező Makk Károly
- Diákszerelem – rendező Szomjas György
- Egri csillagok – rendező Várkonyi Zoltán
- Elsietett házasság – rendező Keleti Márton
- Eltávozott nap – rendező Mészáros Márta
- Falak – rendező Kovács András
- Fejlövés – rendező Bacsó Péter
- Férfi arckép – rendező Gyöngyössy Imre
- A hamis Izabella – rendező Bácskai Lauró István
- Holdudvar – rendező Mészáros Márta
- A holtak visszajárnak – rendező Wiedermann Károly
- Isten és ember előtt – rendező Makk Károly
- Keresztelő – rendező Gaál István
- Kinek van igaza? – rendező Bácskai Lauró István
- Kártyavár – rendező Hintsch György
- Levél a határról – rendező Sándor Pál
- Mi lesz veled Eszterke? – rendező Bán Róbert
- Mészáros László emlékére – rendező Mészáros Márta
- A Pál utcai fiúk – rendező Fábry Zoltán
- Sárga rózsa – rendező Zsurzs Éva
- Szeressétek Odor Emiliát! – rendező Sándor Pál
- Szeretnék csinálni – rendező Kézdi-Kovács Zsolt
- Tiltott terület – rendező Gábor Pál
- Az utolsó kör – rendező Gertler Viktor
- A veréb is madár – rendező Hintsch György
- Vörös május – rendező Jancsó Miklós

## Díjak, fesztiválok
Oscar-díj (április 10.)
- Film: Forró éjszakában
- Rendező: Mike Nichols – Diploma előtt
- Férfi főszereplő: Rod Steiger – Forró éjszakában
- Női főszereplő: Katharine Hepburn – Találd ki, ki jön vacsorára!
- Külföldi film: Szigorúan ellenőrzött vonatok – Jiří Menzel

21. Cannes-i Nemzetközi Filmfesztivál (május 10-24, azonban május 19-én félbeszakadt, díjakat nem osztottak)
Velencei Nemzetközi Filmfesztivál (augusztus 27.–szeptember 7.)
- Arany Oroszlán: Artisták a cirkuszkupola alatt – Alexander Kluge
- Férfi főszereplő: John Marley – Arcok
- Női főszereplő: Laura Betti – Teoréma – rendező: Pier Paolo Pasolini

Berlini Nemzetközi Filmfesztivál (június 6–18.)
- Arany Mede: Ole dole doff – Jan Troell
- Rendező: Carlos Saura – Borsmenta koktél
- Férfi főszereplő: Jean-Louis Trintignant – A férfi, aki hazudik
- Női főszereplő: Stephane Audran – Barátnők

## Filmbemutatók
- 2001 – Űrodüsszeia, rendező Stanley Kubrick
- Arcok – rendező John Cassavetes
- Arnold, a bajkeverő – rendező Buzz Kulik
- Artists Under the Big Top – rendező Alexander Kluge
- Bandolero! – rendező Andrew V. McLaglen
- Barbarella – rendező Roger Vadim
- Bullitt / A San Franciscó-i zsaru – rendező Peter Yates
- Chitty Chitty Bang Bang – főszereplő Dick Van Dyke
- Destroy All Monsters – rendező Ishirô Honda
- Funny Girl, főszereplő Barbra Streisand és Omar Sharif
- Gyorsiramban
- Ha… – rendező Lindsay Anderson
- Különleges történetek – rendező Roger Vadim, Louis Malle, Federico Fellini
- Live a Little, Love a Little – rendező Norman Taurog
- Lopott csókok – rendező François Truffaut
- Magányos vadász a szív
- Maradj távol, Joe! – rendező Peter Tewksbury
- Monterey Pop – rendező D.A. Pennebaker
- Ole Dole Doff – rendező Jan Troell
- Oliver!, főszereplő Ron Moody, Oliver Reed és Harry Secombe
- Olsen bandája – rendező Erik Balling
- The One and Only, Genuine, Original, Family Band
- Az oroszlán télen – rendező Anthony Harvey
- Piszkos osztag – főszereplő William Holden, Cliff Robertson, Vince Edwards
- Rachel, Rachel – rendező Paul Newman
- Rómeó és Júlia – rendező Franco Zeffirelli
- Shame
- Star!
- The Subject Was Roses – rendező Ulu Grosbard
- Szivárványvölgy – rendező Francis Ford Coppola
- Teoréma – rendező Pier Paolo Pasolini
- Volt egyszer egy Vadnyugat – rendező Sergio Leone, főszereplő Henry Fonda, Claudia Cardinale és Charles Bronson
- Zebra kutatóállomás

## Születések
- január 2. – Cuba Gooding Jr., színész
- január 6. – John Singleton, rendező, író
- január 14. – LL Cool J, rapper, színész
- január 28. – Börcsök Enikő, színésznő
- február 1. – Pauly Shore, színész
- február 18. – Molly Ringwald, színésznő
- február 22. – Jeri Ryan, amerikai színésznő
- március 29. – Lucy Lawless, színésznő
- április 14. – Anthony Michael Hall, színész
- április 24. – Stacy Haiduk, színésznő
- április 19. – Ashley Judd, színésznő
- augusztus 9. – Eric Bana ausztrál színész
- szeptember 10. – Guy Ritchie, rendező, író
- szeptember 28. – Naomi Watts, színésznő
- december 2. – Lucy Liu, színésznő
- december 3. – Brendan Fraser, színész
- december 15. – Garrett Wang, amerikai színész

## Halálozások
- március 20. – Carl Theodor Dreyer, dán filmrendező
- július 1. – Alice Guy-Blaché, úttörő francia filmes
- július 27. – Lilian Harvey, német színésznő
- augusztus 26. – Kay Francis, színésznő
- október 26. – Rudolf Forster, osztrák színész
- október 30. – Ramon Novarro, színész
- november 25. – Upton Sinclair, producer
- december 12. – Tallulah Bankhead, színésznő
- december 20. – John Steinbeck, író